# آیوس یوانیس ارنتیس
شهر آیوس یوانیس ارنتیس در استان آتیک در کشور یونان واقع شده است که دارای جمعیت ۱۵٬۴۹۷  نفر می‌باشد.